# NGC 451
NGC 451 es una galaxia espiral de la constelación de Piscis. 
Fue descubierta el 10 de noviembre de 1881 por el astrónomo Édouard Jean-Marie Stephan.